# 73. sydlige breddekreds
Den 73. sydlige breddekreds (eller 73 grader sydlig bredde) er en breddekreds, der ligger 73 grader syd for ækvator. Den løber gennem Sydlige Ishav og Antarktis.